# Джонатан Ріс-Маєрс
Джонатан Ріс-Маєрс, ім'я при народженні Джонатан Майкл Френсіс О'Кіф, англ. Jonathan Rhys Meyers (*27 липня 1977, Дублін, Ірландія) — ірландський кіноактор, найбільш відомий за ролями у фільмах Матч-пойнт (2005), Місія нездійсненна 3 (2006), Август Раш (2007),  та серіалах Тюдори (2007-2010), Дракула (2013-2014), Вікінги (2017-2018). Лауреат премії «Золотий глобус».

## Молоді роки
Народився в Дубліні, столиці Ірландії. Мати — Мері Джеральдін Маєрс, батько — Джон О'Кіф, музикант. Через рік після народження сім'я переїхала в Корк, де він ріс зі своїми молодшими братами, які згодом стали професійними музикантами. Коли йому було 3 роки, батьки розлучилися, мати виховувала Джонатана і його брата Алана, а батько інших двох дітей — Джеймі і Пола.. Вчився в школі «The North Monastery».

## Кар'єра
Після того , як його вигнали зі школи у 16 років, багато часу проводив в більярдних клубах. В одному з клубів його помітив агент, який тоді шукав молодих хлопців для участі в фільмі «Війна ґудзиків».  Після успішних зйомок Ріс-Маєрс вирішив продовжити кар'єру актора. Наступним його фільмом став «A Man of No Importance» 1994 року.
У 1996 зіграв убивцю головного героя у фільмі Майкл Коллінз .
Починаючи з 2000 року знімається також і на телебаченні. Зіграв в серіалах «Gormenghast» (2000) , Елвіс (2005) в якому зіграв Елвіса Преслі, Тюдори (2007) у ролі Генріха VIII.
У 2002 зіграв роль футбольного тренера в фільмі Грай, як Бекхем.
У 2004 знявся в історичному епіку Олівера Стоуна Олександр.
У 2006 знявся в блокбастері Місія нездійсненна 3.
У 2010 знявся разом з Джоном Траволтою у фільмі З Парижа з любов'ю.

## Особисте життя
У травні 2005 року Ріс-Майєрс лікувався від алкоголізму в реабілітаційному центрі  Малібу, штат Каліфорнія.
27 лютого 2009 актор записався на реабілітацію втретє.

## Фільмографія

### Фільми
| Рік  |   | Українська назва              | Оригінальна назва                     | Роль                                                                 |
| ---- | - | ----------------------------- | ------------------------------------- | -------------------------------------------------------------------- |
| 1994 | ф |                               | A Man of No Importance                | молодий чоловік                                                      |
| 1996 | ф |                               | The Killer Tongue                     | Рудольф                                                              |
| 1996 | ф |                               | The Disappearance of Finbar           | Фінбар Флін                                                          |
| 1996 | ф | Майкл Коллінз                 | Michael Collins                       | вбивця Коллінза                                                      |
| 1997 | ф | Правила гри                   | The Maker                             | Джош Майнел                                                          |
| 1997 | ф |                               | Telling Lies in America               | Кевін Бойл                                                           |
| 1998 | ф | Оксамитова золота жила        | Velvet Goldmine                       | Браян Слейд                                                          |
| 1998 | ф |                               | The Governess                         | Генрі Кавендіш                                                       |
| 1998 | ф |                               | B. Monkey                             | Бруно                                                                |
| 1998 | ф | Плем’я                        | The Tribe                             | Адам                                                                 |
| 1999 | ф |                               | The Loss of Sexual Innocence          | Нік                                                                  |
| 1999 | ф |                               | Ride with the Devil                   | Піт Маккесон                                                         |
| 1999 | ф | Тіт                           | Titus                                 | Хірон                                                                |
| 2001 | ф | Нація прозаку                 | Prozac Nation                         | Ноа                                                                  |
| 2001 | ф |                               | Tangled                               | Алан Хаммонд                                                         |
| 2001 | ф |                               | Happy Now                             | Марк Врейт                                                           |
| 2002 | ф | Грай, як Бекхем               | Bend It Like Beckham                  | Джо                                                                  |
| 2003 | ф | Тесеракт                      | The Tesseract                         | Шон                                                                  |
| 2003 | ф |                               | Octane                                | "Батько", лідер культу                                               |
| 2003 | ф |                               | I'll Sleep When I'm Dead              | Дейві Грем                                                           |
| 2003 | ф |                               | The Emperor's Wife                    | Чемберлен                                                            |
| 2004 | ф |                               | Vanity Fair                           | Джордж Озборн                                                        |
| 2004 | ф | Олександр                     | Alexander                             | Кассандр Македонський                                                |
| 2005 | ф | Матч-пойнт                    | Match Point                           | Кріс Вілтон                                                          |
| 2006 | ф | Місія нездійсненна 3          | Mission: Impossible III               | Деклан Гормлі                                                        |
| 2007 | ф | Август Раш                    | August Rush                           | Луїс Коннеллі                                                        |
| 2008 | ф | Діти Хуан Ші                  | The Children of Huang Shi             | Джордж Хог                                                           |
| 2008 | ф |                               | A Film with Me in It                  | Пірс 2 (камео)                                                       |
| 2010 | ф | Сховище                       | Shelter                               | Преподобний Крістіан Мур / Адам Сейбер / Девід Бернберг / Уеслі Крит |
| 2010 | ф | З Парижа з любов'ю            | From Paris with Love                  | Джеймс Ріс                                                           |
| 2011 | ф | Альберт Нобс                  | Albert Nobbs                          | Віконт Яррелл                                                        |
| 2012 | ф | Закохані                      | Belle du seigneur                     | Солаль                                                               |
| 2013 | ф | Знаряддя смерті: Місто кісток | The Mortal Instruments: City of Bones | Валентин Моргенштерн                                                 |
| 2013 | ф |                               | Another Me                            | Джон                                                                 |
| 2015 | ф | Стоунвол                      | Stonewall                             | Тревор                                                               |
| 2016 | ф |                               | The Rising                            | Патрік Пірс                                                          |
| 2016 | ф |                               | London Town                           | Джо Страммер                                                         |
| 2017 | ф |                               | The Shadow Effect                     | Різ                                                                  |
| 2017 | ф | Чорний метелик                | Black Butterfly                       | Джек                                                                 |
| 2017 | ф |                               | Damascus Cover                        | Арі Бен-Сіон / Ганс Гофман                                           |
| 2017 | ф |                               | The 12th Man                          | Курт Стейдж                                                          |
| 2017 | ф |                               | Holy Lands                            | Девід                                                                |
| 2018 | ф |                               | The Aspern Papers                     | Мортон Вінт                                                          |
| 2019 | ф |                               | Awake                                 | Джон Доу                                                             |
| 2021 | ф | Антитіла                      | The Survivalist                       | Бен                                                                  |
| 2022 | ф | Як дружина                    | Wifelike                              | Вільям Бредвелл                                                      |
| 2023 | ф | 97 Хвилин                     | 97 Minutes                            | Алекс                                                                |

### Телебачення
| Рік       |    | Українська назва | Оригінальна назва         | Роль                      |
| --------- | -- | ---------------- | ------------------------- | ------------------------- |
| 1996      | тф | Самсон і Даліла  | Samson and Delilah        | молодий Самсон            |
| 2000      | с  |                  | Gormenghast               | Стірпайк                  |
| 2002      | тф |                  | The Magnificent Ambersons | Джордж Амберсон Мінафер   |
| 2003      | тф | Лев узимку       | The Lion in Winter        | Філіпп II Август          |
| 2005      | тф | Елвіс            | Elvis                     | Елвіс Преслі              |
| 2007—2010 | с  | Тюдори           | The Tudors                | Генріх VIII (38 епізодів) |
| 2013—2014 | с  | Дракула          | Dracula                   | Дракула (10 епізодів)     |
| 2016      | с  |                  | Roots                     | Том Леа (3 епізоди)       |
| 2017—2018 | с  | Вікінги          | Vikings                   | Гемунд (16 епізодів)      |

## Нагороди і номінації
У 2005 номінований на «Еммі» за роль в серіалі Елвіс.
В 2005 отримав «Золотий глобус» за роль в серіалі Елвіс.
У 2008 і 2009 був номінований на «Золотий глобус» за роль в серіалі Тюдори.
Повний список нагород знаходиться тут [Архівовано 2 червня 2012 у Wayback Machine.].